# آلام-لیندا
آلام-لیندا (آبخازی: Аладахьтәи Линда) یک روستا در گرجستان است که در آبخاز واقع شده‌است. این روستا در قرن ۱۹ میلادی توسط مردم استونیایی ساخته شده است. 